# Złotokap
Złotokap (Laburnum Fabr.) – rodzaj roślin z rodziny bobowatych. Obejmuje dwa gatunki małych drzew i krzewów. Zasięg rodzaju obejmuje południowo-wschodnią i południowo-środkową Europę. W Polsce oba gatunki i mieszaniec między nimi są uprawiane, lokalnie też złotokap pospolity L. anagyroides rejestrowany jest jako dziczejący. Rośliny te występują w naturze w górach na obrzeżach lasów i w zaroślach.
Oba gatunki, a zwłaszcza wyróżniający się długimi kwiatostanami mieszaniec między nimi L. ×watereri w odmianie 'Vossii', są szeroko rozpowszechnione w uprawie i w wielu miejscach na świecie obserwowane są jako dziczejące. W wyniku szczepienia szczodrzeńca purpurowego Cytisus purpureus na złotokapie pospolitym uzyskano chimerę laburnocytisus Adama + Laburnocytisus adamii. Są roślinami długowiecznymi. Ze względu na zawieranie alkaloidu cytyzyny we wszystkich organach są trujące (nasiona mogą być śmiertelnie niebezpieczne dla dzieci). Dostarczają twardego drewna, które było wykorzystywane do wyrobu instrumentów, a nawet plomb do zębów. 
Nazwa naukowa jest adoptowana z określenia użytego przez Pliniusza Starszego w odniesieniu do jakiejś trójlistkowej rośliny. Dawniej w odniesieniu do tych roślin używano także zwyczajowej nazwy „złotodeszcz”. 

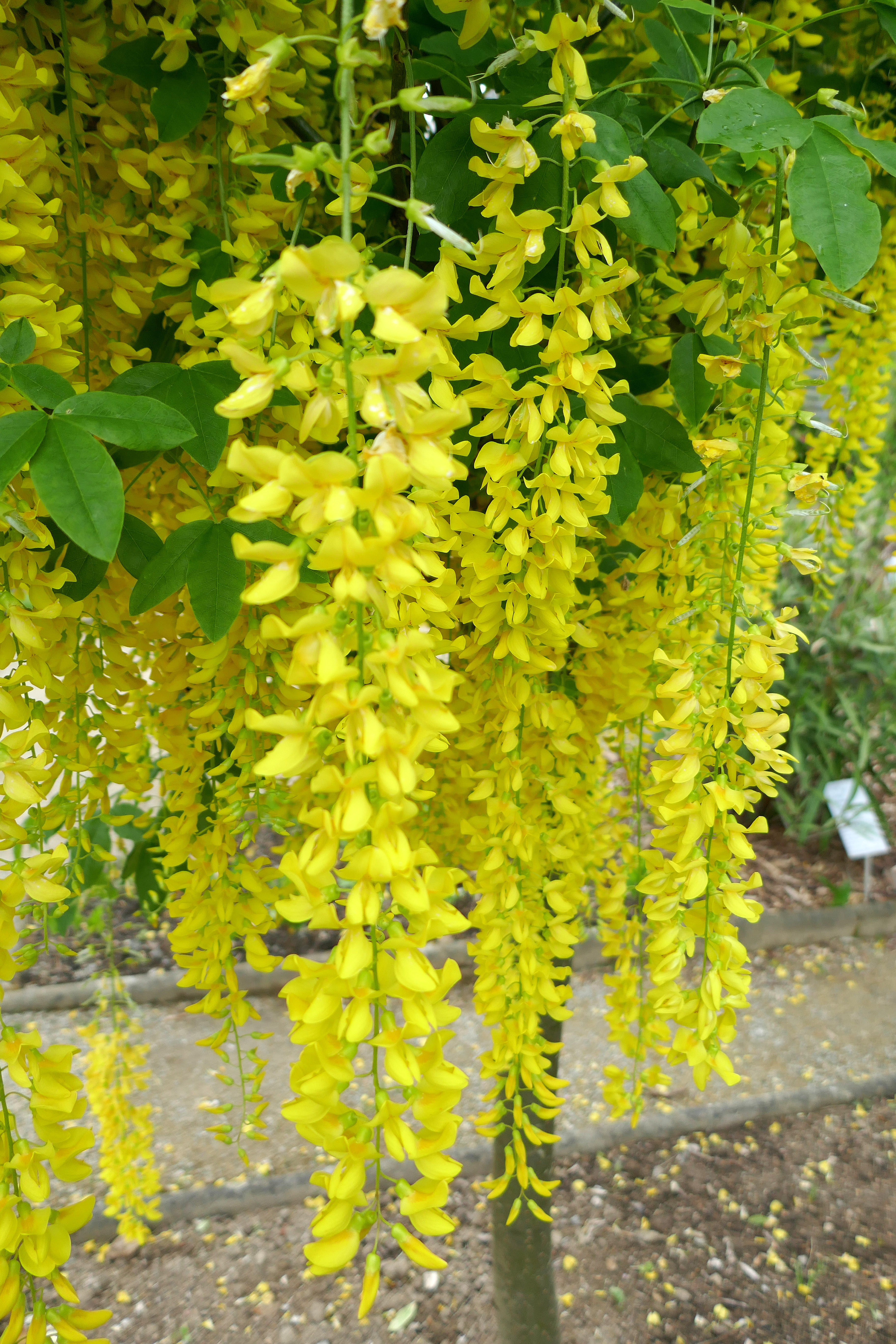
Kwiatostany złotokapu Waterera

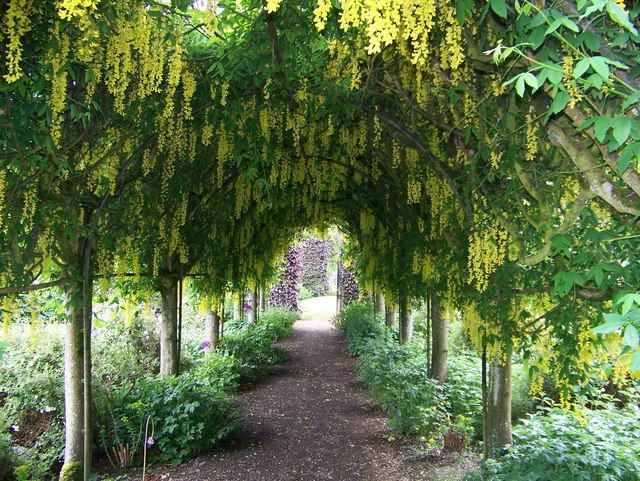
Złotokap Waterera na pergoli

## Morfologia
PokrójKrzewy i drzewa do 10 m wysokości. Pędy zróżnicowane na krótko- i długopędy, owłosione przylegająco (L. anagyroides) lub nagie albo słabo owłosione odstająco (L. alpinum).
LiścieSezonowe, skrętoległe, trójlistkowe, długoogonkowe. U nasady z przylistkami trwałymi (L. anagyroides) lub odpadającymi (L. alpinum).
KwiatyWyrastają zebrane w długie, zwisające grona (u L. anagyroides do 20–20 cm, u L. alpinum do 20–30 cm, a u L. ×watereri nawet do 50 cm). Kwiaty motylkowe, żółte. Kielich rurkowaty, z 5 nierównymi ząbkami. Pręcików 10, wszystkie ze zrośniętymi nitkami. Słupek pojedynczy, z jednego owocolistka, z górną zalążnią z kilkoma zalążkami.
OwoceStrąki spłaszczone, przewężone między nasionami.

## Systematyka
Pozycja systematyczna
Jeden z rodzajów podrodziny bobowatych właściwych Faboideae w rzędzie bobowatych Fabaceae s.l. W obrębie podrodziny należy do plemienia Genisteae.
Wykaz gatunków
- złotokap alpejski Laburnum alpinum (Mill.) Bercht. & J. Presl.
- złotokap Waterera Laburnum ×watereri (A.C.Rosenthal & Bermann) Dippel
- złotokap pospolity Laburnum anagyroides Medik.